# Malauzat
Malauzat is een gemeente in het Franse departement Puy-de-Dôme (regio Auvergne-Rhône-Alpes). De plaats maakt deel uit van het arrondissement Riom. Malauzat telde op 1 januari 2022 1.160 inwoners.

## Geografie
De oppervlakte van Malauzat bedroeg op 1 januari 2022 5,99 vierkante kilometer; de bevolkingsdichtheid was toen 193,7 inwoners per km².

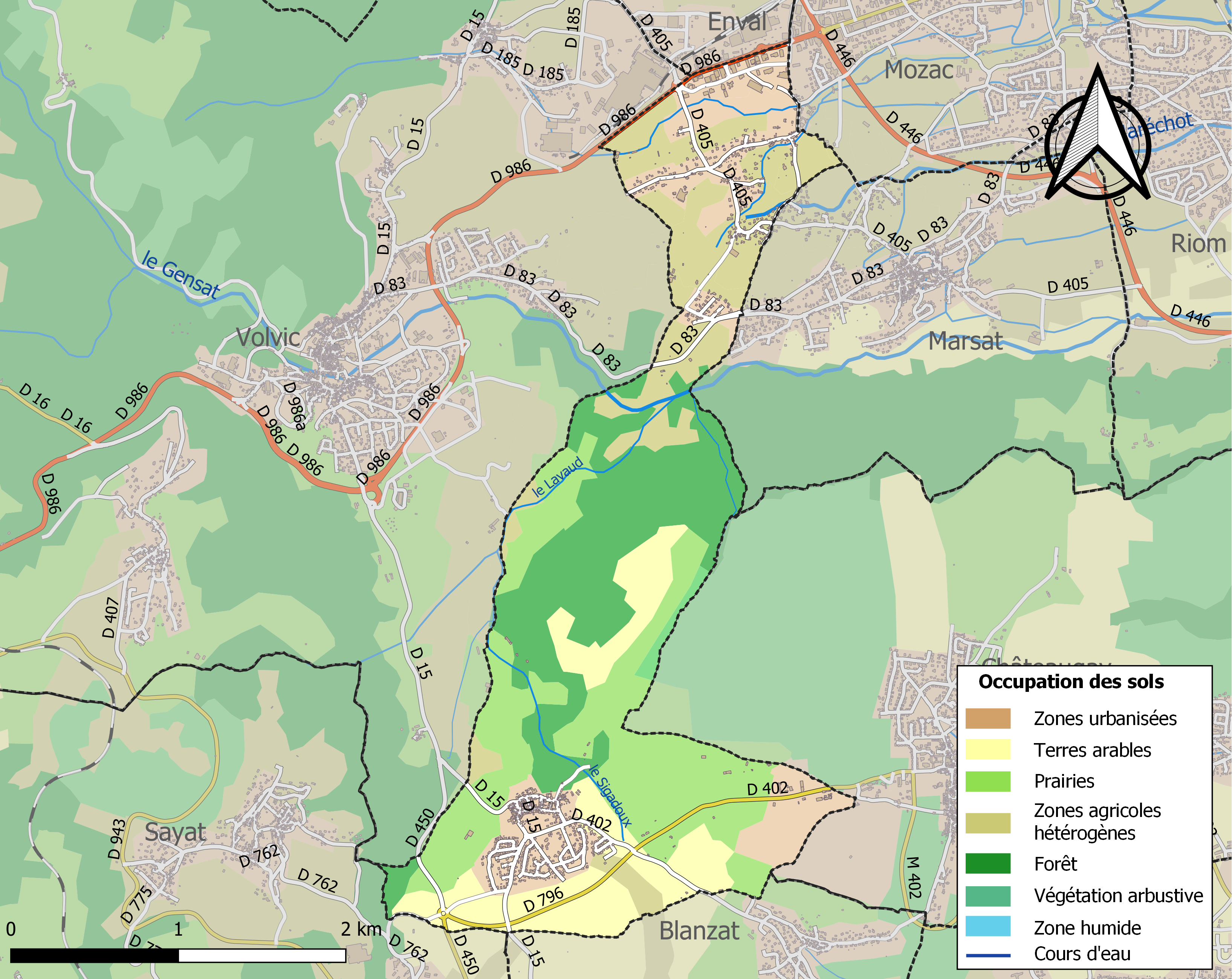
Kaart van de gemeente met belangrijkste infrastructuur, bodemgebruik en omliggende gemeenten

## Demografie
Onderstaande figuur toont het verloop van het inwonertal (bron: INSEE-tellingen).